# Platja de Canyelles Grosses
La platja de Canyelles Grosses, o platja de l'Almadrava, és una platja semiurbana del municipi de Roses (Alt Empordà), situada a l'extrem nord de la zona urbanitzada de Roses, a 5 km del nucli de la població. Té una longitud de 455 m i una amplada de 22 m de sorra fina. Queda protegida quan bufa la tramuntana. Des de l'any 2003 gaudeix del certificat de qualitat ambiental EMAS i ISO 14.001.
El nom d'Almadrava prové d'aquest art de pesca de la tonyina, que va ser molt utilitzat en aquesta cala. El nom de Canyelles Grosses és degut a ser més gran que la propera platja de Canyelles Petites.
A primera línia de mar hi ha la barraca de l'Almadrava, antic refugi de pescadors, protegida com a bé cultural d'interès local. A l'extrem de llevant de la platja, sobre la punta de l'Almadrava, hi ha la casa Rozes, edifici residencial obra de Josep Antoni Coderch i de Sentmenat, declarada bé Cultural d'Interès Nacional.
Passada la punta de l'Almadrava, el camí de ronda recorre el litoral del Parc Natural del Cap de Creus fins a arribar a la població de Cadaqués.